# جورج جيبس
جورج جيبس (بالإنجليزية: George Gibbs)‏ (و. 1777 – 1834 م) هو، من الولايات المتحدة الأمريكية، ولد في نيوبورت، توفي عن عمر يناهز 57 عاماً.